# 馬里奧·普格利塞
馬里奧·普格利塞（義大利語：Mario Pugliese；1996年3月26日—）是一位意大利足球運動員。在場上的位置是中場。他現在效力於意大利足球甲級聯賽球隊亞特蘭大足球俱樂部。